# Хлорид берклия(III)
Хлорид берклия(III) (трихлорид берклия) — неорганическое химическое соединение берклия и хлора с формулой BkCl3. Представляет собой зелёные кристаллы, растворимые в воде.

## Получение
- Взаимодействие хлороводорода с диоксидом или триоксидом берклия при температуре 500—600 °C[1][2]:

{\displaystyle {\mathsf {Bk_{2}O_{3}+6HCl\ \xrightarrow {500-600^{o}C} \ 2BkCl_{3}+3H_{2}O}}}
- Растворение металлического берклия в разбавленной соляной кислоте[3]:

{\displaystyle {\mathsf {2Bk+6HCl\ \xrightarrow {} \ 2BkCl_{3}+3H_{2}\uparrow }}}

## Физические свойства
Хлорид берклия(III) растворим в воде, ацетонитриле, насыщенном хлоридом тетраэтиламмония. Гигроскопичен. Образует кристаллы двух модификаций:
- Низкотемпературная форма — зелёные кристаллы гексагональной сингонии типа хлорида урана(III). Параметры ячейки a = 0,7382 нм, c = 0,4127 нм[2].
- Высокотемпературная форма — кристаллы орторомбической сингонии типа бромида плутония(III).

Температура фазового перехода близка к температуре плавления хлорида берклия(III) — 603 °C — но пока точно не установлена.
Также хлорид берклия(III) может быть выделен в виде гексагидрата состава BkCl3·6H2O. Он образует кристаллы моноклинной сингонии типа гексагидрата хлорида гадолиния(III). Параметры ячейки a = 0,966 нм, b = 0,654 нм, c = 0,797 нм, угол β = 93,77 °. Основными структурными единицами данного соединения являются катионы BkCl2(H2O)6+ и анионы Cl-. Хлорид-ионы октаэдрически координированы молекулами воды.

## Химические свойства
- Из водного раствора в присутствии хлорида цезия и соляной кислоты при увеличении концентрации последней и охлаждении кристаллизуется смешанный хлорид состава Cs2NaBkCl6[1]:

{\displaystyle {\mathsf {BkCl_{3}+2CsCl+NaCl\ \xrightarrow {} \ Cs_{2}NaBkCl_{6}}}}
- Трис(циклопентадиенил)берклий(III) янтарного цвета может быть выделен из смеси, содержащей хлорид берклия(III) и распавленный бис(циклопентадиенил)бериллий, с помощью отгонки в вакууме при 475—495 К[6]:

{\displaystyle {\mathsf {2BkCl_{3}+3Be(C_{5}H_{5})_{2}\ \xrightarrow {} \ 2Bk(C_{5}H_{5})_{3}+3BeCl_{2}}}}
- В растворе окисляется до соединений берклия(IV) с помощью висмутата натрия, бромата калия, озона, оксида серебра(II), персульфата аммония и других сильных окислителей[2].

- Склонен к образованию комплексных соединений. К примеру, в ацетонитриле, насыщенном хлоридом тетраэтиламмония, растворяется с образованием аниона BkCl63-. Он может полностью окислиться до красно-оранжевого BkCl62- с помощью газообразного хлора[4].